# ماسایوکی میورا
ماسایوکی میورا (ژاپنی: 三浦 雅之؛ زادهٔ ۴ نوامبر ۱۹۶۶) یک بازیکن فوتبال اهل ژاپن است.
از باشگاه‌هایی که در آن بازی کرده‌است می‌توان به باشگاه فوتبال جف یونایتد چیبا، باشگاه فوتبال ساگان توسو، باشگاه فوتبال ونتفورت کوفو و باشگاه فوتبال هوکایدو کونسادول ساپورو اشاره کرد.